# IJ
Ĳ, ĳ — диграф, состоящий из букв i и j. Его часто называют лигатурой, хотя в большинстве шрифтов эти буквы не сливаются. Также его часто считают отдельной буквой. Используется в нидерландском языке, где он означает обычно дифтонг [ɛi]. В стандартном нидерландском и большинстве нидерландских диалектов этот дифтонг можно записать двумя способами: ij и ei, что создаёт определённые проблемы для школьников. Тем не менее в некоторых диалектах сохраняется различие в произношении ei и ij.
Часто происходит путаница между буквами Ĳ и Y. В современном нидерландском Y встречается только в заимствованиях и старых вариантах написания. В математике Y обычно читается Ĳ (хотя формально Y называется Griekse Ĳ («греческое Ĳ»), I-grec или Ypsilon). В США и Канаде имена голландских иммигрантов обычно англизируются с заменой Ĳ на Y (например, Spĳker → Spyker). В языке африкаанс Y полностью заменила Ĳ. Это произошло потому, что прописью ij пишется очень похоже на y .

## История
Диграф ĳ происходит от двойного i, которое в средние века обозначало долгое [iː]. В те времена i часто писалось без точки, и поэтому ıı можно было легко спутать с u. Для облегчения чтения вторую i стали писать с хвостиком. Официальный статус диграф ĳ получил в 1804 г.

## Обработка текста

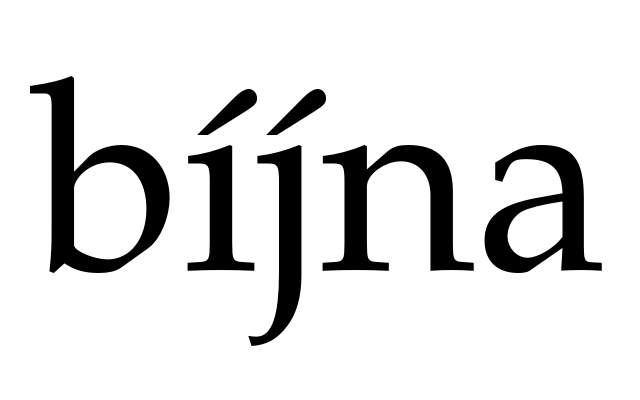
Правильно поставленное ударение

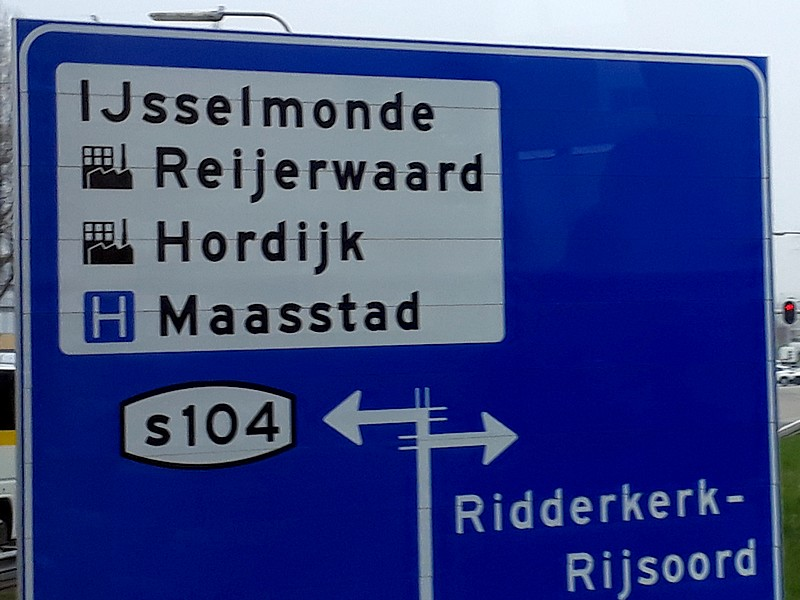
Дорожный указатель в районе Роттердама с диграфом IJ в начале слова.

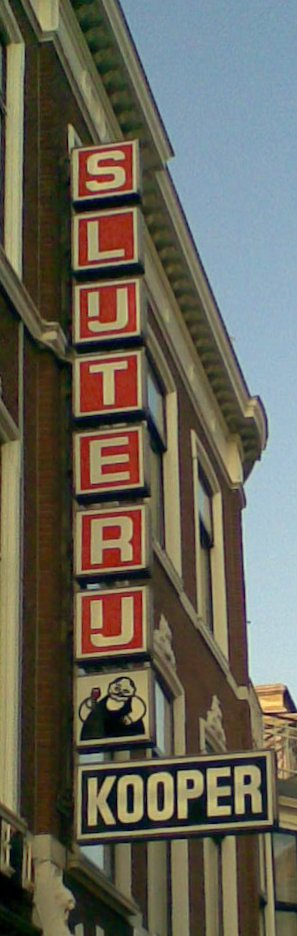
В вертикальном письме Ĳ изображается как самостоятельная буква

При переносе слова ĳ никогда не разделяется.
Если нидерландское слово должно начинаться с заглавной буквы, то ĳ становится заглавным целиком: Ĳsselmeer, Ĳmuiden. Однако во Фландрии иногда встречаются написания, нарушающие это правило (например, Ijzer).
При сокращении имён Ĳ сохраняется целиком, например Ĳsbrand Eises Ypma → Ĳ. E. Ypma.
При алфавитной сортировке используются три метода:
- Ĳ рассматривается как две отдельные буквы, то есть ĳ размещается между ii и ik (этот вариант преобладает в словарях);
- Ĳ рассматривается как самостоятельная буква, расположенная между X и Y (этот вариант почти не используется);
- Ĳ рассматривается как эквивалент Y, то есть, например, Bruijn и Bruyn всегда стоят рядом (этот вариант преобладает в телефонных справочниках).

В вертикальном письме, при наборе разрядкой, при использовании шрифтов фиксированной ширины, в кроссвордах и тому подобных играх, при чтении «по буквам» Ĳ может трактоваться и как самостоятельный неделимый знак, и как две отдельные буквы I+J.
В Юникоде есть отдельные символы U+0132 Ĳ latin capital ligature ij, U+0133 ĳ latin small ligature ij, однако в подавляющем большинстве нидерландских электронных текстов используются сочетания обычных латинских букв I+J и i+j.
При необходимости поставить ударение значок акута должен ставиться над обоими компонентами диграфа (íj́), хотя в компьютерном наборе часто ударение ставят только над i из-за технических ограничений.
На большинстве нидерландских (но не бельгийских) пишущих машинок была отдельная клавиша для ĳ. В современных компьютерных раскладках клавиатуры такой клавиши нет.
В некоторых словах ij не является диграфом — например, на стыке морфем в слове bijectie (биекция, читается bi-jec-tie). Для таких слов все вышеупомянутые правила неприменимы.